# Abdel Aziz al-Hakim
Pour les articles homonymes, voir Hakim.
Abdul Aziz al-Hakim (عبد العزيز الحكيم) (né en 1953, mort à Téhéran le 26 août 2009) est un théologien et un homme politique irakien. Il était le chef du Conseil suprême islamique irakien, le parti politique le plus important dans l'Assemblée nationale.
Il a participé au conseil de gouvernement qui collaborait avec l'Autorité alliée provisoire comme président en décembre 2003.
Frère de Mohammed Baqir al-Hakim, le chef chiite du CSRII, il l'a remplacé quand celui-ci a été assassiné en août 2003 à Najaf.

## Biographie
Fils de l'ayatollah Muhsin al-Hakim (en), grande autorité des chiites entre 1955 et 1970. Il avait joué un rôle important dans l'Intifada Safar de 1977. Il a été emprisonné en 1972, 1977 et 1979. Il a dû s'exiler en Iran en 1980, où il a été membre-fondateur du CSRII en 1982 et a dirigé sa section militaire, la Brigade Badr.
Il est le candidat principal de la liste de coalition de l'Alliance irakienne unifiée pour les élections du 30 janvier 2005, mais il n'obtient pas de poste au gouvernement.
À l'été 2009, il se trouve en Iran, où il était soigné par chimiothérapie pour un cancer des poumons. Il avait préalablement été soigné à Houston (Texas) en 2007.